# 26312 Ciardi
26312 Ciardi este o planetă minoră (asteroid), cu un diametru de 2,902 km, din centura de asteroizi. A fost descoperită pe 14 octombrie 1998 la Stația Anderson Mesa de Lowell Observatory Near-Earth-Object Search și a fost numită după David Ciardi⁠(d). 
Obiectul prezintă o orbită caracterizată de o semiaxă mare de 2,3034752 UAi, o excentricitate de 0,19, o înclinație de 6,62364 ° în raport cu ecliptica.